# Стоунем (тауншип, Миннесота)
Сто́унем (англ. Stoneham) — тауншип в округе Чиппева, Миннесота, США. На 2000 год его население составило 260 человек.

## География
По данным Бюро переписи населения США площадь тауншипа составляет 90,1 км², из которых 90,0 км² занимает суша, а 0,1 км² — вода (0,12 %).

## Демография
По данным переписи населения 2000 года здесь находились 260 человек, 86 домохозяйств и 74 семьи.  Плотность населения —  2,9 чел./км².  На территории тауншипа расположено 96 построек со средней плотностью 1,1 построек на один квадратный километр. Расовый состав населения: 99,23 % белых, 0,77 % — других рас США. Испанцы или латиноамериканцы любой расы составляли 1,92 % от популяции тауншипа.
Из 86 домохозяйств в 41,9 % воспитывались дети до 18 лет, в 80,2 % проживали супружеские пары, в 3,5 % проживали незамужние женщины и в 12,8 % домохозяйств проживали несемейные люди. 8,1 % домохозяйств состояли из одного человека, при том 3,5 % из — одиноких пожилых людей старше 65 лет. Средний размер домохозяйства — 3,02, а семьи — 3,27 человека.
28,5 % населения — младше 18 лет, 7,7 % — в возрасте от 18 до 24 лет, 26,9 % — от 25 до 44, 23,8 % — от 45 до 64, и 13,1 % — старше 65 лет. Средний возраст — 38 лет. На каждые 100 женщин приходилось 116,7 мужчин.  На каждые 100 женщин старше 18 приходилось 111,4 мужчин.
Средний годовой доход домохозяйства составлял 38 500 долларов, а средний годовой доход семьи —  43 750 долларов. Средний доход мужчин —  26 250  долларов, в то время как у женщин — 25 313. Доход на душу населения составил 16 581 доллар. За чертой бедности находились 5,6 % семей и 6,7 % всего населения тауншипа, из которых 7,7 % младше 18 и 18,6 % старше 65 лет.